# البلالیه
البلالیة یک منطقهٔ مسکونی در سوریه است که در استان ریف دمشق واقع شده‌است.

## خصوصیات
البلالیة ۲٬۹۱۴ نفر جمعیت دارد.